# Chlorophorus ictericus
Chlorophorus ictericus är en skalbaggsart som beskrevs av Holzschuh 1991. Chlorophorus ictericus ingår i släktet Chlorophorus och familjen långhorningar. Inga underarter finns listade i Catalogue of Life.